# Кармей
59°15′ пн. ш. 5°15′ сх. д. / 59.25° пн. ш. 5.25° сх. д.
Кармей (норв. Karmøy) — муніципалітет у фюльке Ругаланн у Норвегії. Знаходиться на південний захід від міста Гаугесунн у традиційному районі Гаугаланн. Адміністративний центр муніципалітету — місто Копервік.
Більша частина муніципалітету розташована на острові Кармей . Острів з'єднується з материком тунелем Кармей і Кармсуннським мостом. Він відомий своєю промисловістю, а також рибальством. Кармей також добре відомий у Норвегії своїми прекрасними вересовими болотами та білосніжними пляжами для серфінгу.
З площею 230 км2 муніципалітет є 294-м за площею з 356 муніципалітетів у Норвегії. Кармей є 25-м за чисельністю населення муніципалітетом у Норвегії з населенням 42 903 осіб. Щільність населення муніципалітету становить 195,4 особи на квадратний кілометр (506/миля2), а його населення зросло на 4,3 % за попередні 10 років. Сам острів Кармей є 4-м за кількістю населення островом у всій Норвегії.

## Загальні відомості

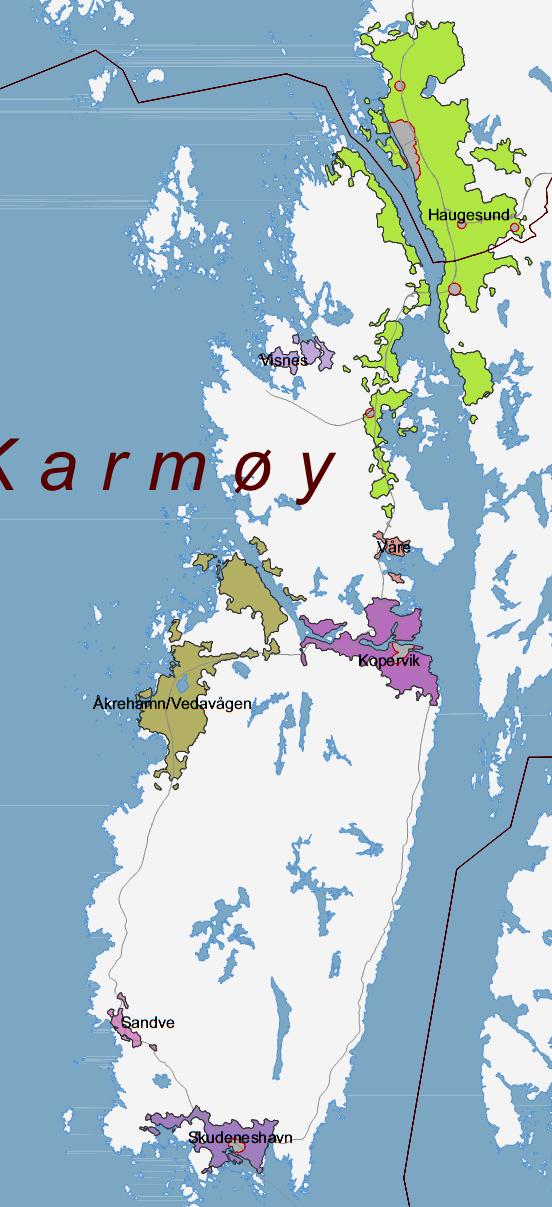
Карта Кармея з позначеними міськими районами

Муніципалітет Кармей створений 1 січня 1965 року після злиття двох міст і частин п'яти муніципалітетів в один великий муніципалітет з 23 217 жителями. Області, які були об'єднані:
- місто Копервік (населення: 1737 чол.)
- місто Скуденешхавн (населення: 1275 чол.)
- весь муніципалітет Скуденес (населення: 3583 чол.)
- весь муніципалітет Штангаланд (населення: 2678)
- весь муніципалітет Акра (населення: 6 008)
- частина муніципалітету Авалдснес, розташована на захід від Førresfjorden (населення: 4153)
- більша частина муніципалітету Торвастад (населення: 3783), за винятком острова Вібрандсей, який відійшов до муніципалітету Гаугесунн

### Назва
Муніципалітет названий на честь острова Кармей (давньоскан. Kǫrmt), оскільки більша частина муніципалітету розташована на цьому острові. Перший елемент походить від слова karmr, що означає «барджборд» (вітрова дошка в архітектурі), ймовірно, у значенні «острів-укриття». Останній елемент, øy, що означає «острів», було додано пізніше.

## Історія

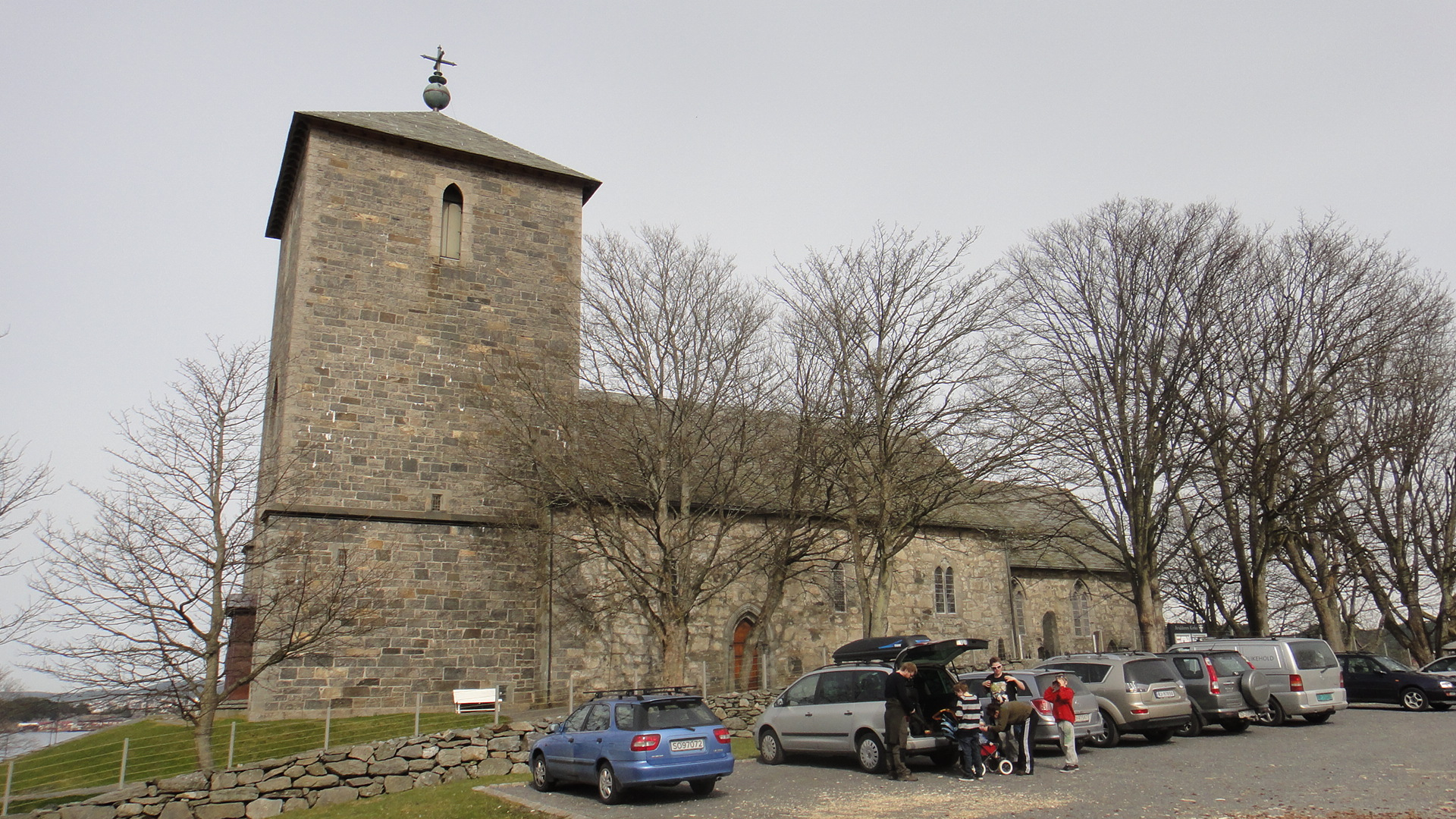
Вид на історичну церкву Авальдснеса

Є кілька знахідок кам'яного, бронзового та залізного віку . На острові знаходяться великі кургани, кам'яні пам'ятники та багато інших стародавніх пам'яток. Кармой — місце курганів Сторхауг, Гренгауг і Флаггауген.
Еддична поема Мова Грімніра говорить, що Тор, бог погоди, щоранку проходить через протоку Кармсунн на шляху до Ігґдрасіля, дерева життя.
Перший король об'єднаної Норвегії Гаральд Прекрасноволосий жив на Кармеї .

Віснес, село на північному заході Кармея, колись було місцем видобутку міді. Ця шахта була джерелом міді, яка використовувалася для статуї Свободи в Нью-Йорку.
У 18 столітті дві дівчини з Уєа на Шетландських островах веслували до острова Гааф-Грюні, щоб подоїти корів, які там паслися. Під час повернення їх застав сильний шторм, і зрештою їхній крихітний човен прибило до Кармея. Дівчата вийшли заміж за чоловіків Кармея, і їхні нащадки все ще живуть там. Вважається, що родина Дірландів — це родина, в якій дві дівчини вийшли заміж після прибуття на Кармей. Сіверт Дірланд був членом норвезького уряду на початку 20 століття.